# Planodiscorbis
Planodiscorbis es un género de foraminífero bentónico de la familia Rosalinidae, de la superfamilia Discorboidea, del suborden Rotaliina y del orden Rotaliida. Su especie tipo es Discorbina rarescens. Su rango cronoestratigráfico abarca el Holoceno.

## Clasificación
Planodiscorbis incluye a las siguientes especies:
- Planodiscorbis circularis
- Planodiscorbis irregularis
- Planodiscorbis lingi
- Planodiscorbis macropara
- Planodiscorbis rarescens

Otra especie considerada en Planodiscorbis es:
- Planodiscorbis discors, de posición genérica incierta